# Lago di Persano
Il lago di Persano o traversa di Persano è un bacino artificiale realizzato nel 1932 dal Consorzio di bonifica in Destra del fiume Sele per scopi irrigui, in cui confluiscono le acque del fiume Sele. È situato nei comuni di Campagna e Serre, in provincia di Salerno, all'interno del Riserva naturale Foce Sele-Tanagro.
L'invaso esiste solo per 10 mesi all'anno e dal 1981 fa parte dell'Oasi di Persano.